# 夢日記
《夢日記》（日語：ゆめにっき）是由（Kikiyama）使用RPG製作大師2003獨立製作的免費冒險遊戲，在2004年首次公開發布。根據作者的描述，這個遊戲沒有任何故事與目的，只是不斷地在「氣氛非常黑暗的夢中世界」走來走去。
遊戲說明檔案的注意事項中提及：本作有很多不斷閃爍的角色和圖案，希望對此受不了的玩家或者不擅長的玩家注意。

## 簡介
作者對本遊戲的簡介如下：
|            | 這是一個在非常黑暗的氣氛下的夢中世界（設定）奔走的遊戲。 沒有什麼故事和目的，只是不斷走來走去的遊戲。 在夢中調查特定的角色會得到「效果」。...（中略）... 使用「效果」後，主人公的外表會發生改變。 再次使用相同的「效果」可以恢復原狀。 在門的房間可以丟掉「效果」。 |
| ——ききやま | |

玩家控制的主角是一名住在公寓中的少女。她清醒時的活動範圍只有公寓的房間和陽台，但可以透過睡覺進入夢境世界探索。
雖然遊戲沒有故事劇情與目的，只是不斷走來走去探索夢境，然而玩家可以透過收集總數共24個「效果」達成遊戲的結局。

## 系統

### 操作
操作方式為鍵盤控制。
- 上行：十字鍵的↑
- 下行：十字鍵的↓
- 左行：十字鍵的←
- 右行：十字鍵的→
- 決定、選擇：Z或Enter
- 取消、開啟：X、C、V、B、N或ESC
- 捏臉頰：數字鍵9
- 特殊功能鍵一：數字鍵1
- 特殊功能鍵二：數字鍵3
- 丟棄效果：數字鍵5

### 遊戲方式
遊戲的主要流程為：現實世界（起點）—睡覺→夢境世界—捏臉頰→現實世界（返回）不斷重覆

#### 現實房間
開始遊戲時，主角身處公寓的一個小房間裡。雖然主角可以前往房間的陽台，但當玩家控制主角調查房門時，主角卻不會出門，只是搖頭。房間裡的電視機調查時沒有任何節目播出，只顯示表示沒有訊號的彩色條紋。調查遊戲機時只有一個叫「NASU」的遊戲，風格類似FC遊戲機（紅白機），被TV Tropes描述為「有史以來最無聊的小遊戲」。另外房間裡還有一個書桌，調查書桌可以存檔。

#### NASU
NASU（日語：ナス，意思是茄子）是現實世界中，主角房間內紅白機電視遊樂器中的一個小遊戲。
- 操作方式：鍵盤控制。
  - 左行：十字鍵的←
  - 右行：十字鍵的→
  - 跳起：Z、Enter或空白鍵
  - 退出遊戲：按住ESC不放
- 遊戲方式：NASU沒有存檔、關卡、完成遊戲的設定，從頭到尾都是控制主角跳起吃下從天而降的紫色茄子，當紫色茄子跌到地上時會宣告Game Over。每吃到一隻紫色茄子增加10分同時作概率判斷，有50分之1概率在左下角會出現的粉紅色茄子；吃到增加300分，如果跳起到著陸前吃到兩種茄子會額外獎勵1000分。
- 密技模式：在進入正式NASU遊戲主畫面後正確輸入← ← → → ↑ ↓ ↑ ↓會聽見音效，再進行遊戲會進入密技模式。啟用密技模式時，不會紀錄遊戲Game Over後所得的分數。主角的頭會變成大茄子，在跳起時候不會出現張口的畫面。吃到紫色茄子後，粉紅色茄子一定出現。Game Over後如欲再次進行密技模式，需要再輸入一次密技。

#### 夢境
當主角躺上床睡覺之後就開始做夢，一開始身處和現實世界相仿的房間陽台，然而夢境世界的房間和現實房間有細微的差異。
在夢境世界中，主角可以走出房門離開房間，來到「門的房間」，一個有著12扇門（原本的房門不算）的區域。每一扇門都通往不同的地圖，而地圖內部又有來往其他地圖的傳送點。
可以在夢境中按數字鍵9，透過捏臉頰的方式離開夢境世界。
與一般冒險遊戲與角色扮演遊戲不同，這個遊戲內不會遇到敵人或出現戰鬥場景。雖然會遇到無法繼續移動或是強制夢醒的事件，但是就算遭遇了這些事件，由於可以隨時離開夢境世界，在原本的房間醒來，繼續進行遊戲。所以遊戲基本上是不會發生Game Over的。
夢境世界中有叫做「效果」的道具。玩家可以自由決定是否獲取這些「效果」（但是也有地方是需要特定的效果才能進入的）。
遊戲裡面並沒有對話或狀態說明之類的明確劇情，調查遊戲的NPC大多數都沒有反應，或只是發出固定的音效。雖然使用某些「效果」可以讓NPC產生不同反應，但依然無法與其溝通。
- 地圖

遊戲中的大多數地圖（例如門的房間通向的12個地圖）都非常廣闊，而且其中一部份甚至是上下左右相通而無限延伸的——當玩家一直往一個方向走時會回到原點。
因此，要找到散落在地圖上的NPC、「效果」或是前往其他地圖的傳送點，除了依靠地標和方向感之外，就只能憑直覺在地圖上漫無目標地遊蕩。
部份地圖帶有自然的元素（例如森林、荒野、沼澤、雪地），部份則有人工建築物（例如大樓、電梯、下水道、霓虹燈的迷宮），還有一部份則帶有超現實的色彩（例如只有黑白二色的世界、充滿眼珠和手腳的世界、紅白機風格的世界）。
- 夢中夢

夢境世界中一共有5張一模一樣的床鋪，只有一張床鋪會傳送到特定的地圖，每次進入夢境世界會隨機進行判定。
- 數值

遊戲的中存在以下數值：
- E：當取得新效果時E數值會增加1，也包括一開始的遊戲說明在內，所以E顯示25代表已經收集所有效果。
- EXP：不會影響遊戲的無意義數值，取得新效果時數值會增加。
- 金錢：不會影響遊戲的無意義數值，唯一作用是向販賣機買果汁。殺害部份NPC之後有機率獲得金錢。
- ♥：不會影響遊戲的無意義數值。喝果汁會增加。

- 果汁

在夢境世界中，只有三處場景會有一台販賣機，當主角身上有足夠金錢，調查販賣機就會強制換取果汁，換取後會即時失去果汁並增加♥。

### 妨礙探索的因素
遊戲中有時會陷入無法繼續探索夢境的狀況。以下為其中部份可能。
- 被傳送到無法移動的狹窄地圖

遊戲中存在特定的角色，主角接觸之後會被傳送到無法移動的狹窄空間。
- 沒有傳送點的地圖

當發生特定事件時，會被傳送到封閉的地圖，其中沒有任何傳送點可以離開此地。
- 強制夢醒

當發生特定事件時，會強制從夢中醒來，返回現實世界的房間。

### 圖像、音效
夢日記所使用的所有素材，包括圖像、音效、背景音樂等，都並非RPG製作大師2003自帶的素材，也並非網路上公開的免費素材，而是作者自己製作的。

## 效果
「效果」（日語：エフェクト）一共有24個（如果算入一開始的遊戲說明，則一共有25個），散落於夢境之中，相當於其他遊戲中的道具。主角可以在接近取得效果的目標前，按下確認鍵來取得效果。每種效果只能取得一次，取得過後就會出現在選單中的物品欄內，可無限次使用。
效果的取得順序沒有特定，玩家想先拿哪一個效果都沒有關係，不影響最後的結局。
使用的時候，主角的外表會發生改變，並且可以產生一些特殊效果。基本上效果一次只能使用一種，並不能與其他效果一起使用。
「使用這些效果可能會發生各種各樣的事，從比較平凡的（用毛毯包裹自己），到比較奇怪的（變成鬼），甚至很瘋狂的（主角的頭變成一個巨大的手掌，上面長了一隻眼睛）都有。」

### 使用方法
選單畫面的「效果」→選擇要使用的效果→按下確認鍵。
再次使用相同的效果可以恢復原狀。
使用效果時按數字鍵1或3可以發動效果的特殊能力。

### 蛋
在門的房間按下數字鍵5可以把正在使用的效果變成蛋，並且將其從可使用的效果列表中去除。將所有效果變成蛋可以觸發唯一的結局。
調查蛋可以重新得到這個效果。

### 種類
| 日文名稱 | 中文名稱   | 效果                                                                       | 數字鍵1特效                            | 數字鍵3特效                |
| -------- | ---------- | -------------------------------------------------------------------------- | -------------------------------------- | -------------------------- |
| (無效果) | (無效果)   | 一般狀態                                                                   | 坐下，維持15秒後入睡                   | －                         |
|          |            | 騎上腳踏車，移動速度是走路時的2倍                                                | 車鈴                                   | －                         |
|          | 眼珠手     | 頭顱變為手心有隻眼睛的右手                                                 | 傳送到門的房間                         | －                         |
|          | 路燈       | 頭顱變為路燈，開燈狀態可以照亮陰暗的場所                                   | 切換路燈開關                           | －                         |
|          | 菜刀       | 握刀時會讓某些NPC產生反應，按確認鍵向前方目標攻擊，可用來打通場景與殺害NPC | 換手拿刀                               | －                         |
|          | 紅綠燈     | 變成行人用的紅綠燈                                                         | 切換燈號，紅燈狀態可使部分物件靜止     | －                         |
|          | 傘         | 使用時會下雨(會解除下雪)，解除時雨不會停                                   | 轉傘                                   | －                         |
|          | 雪女       | 使用時會下雪(會解除下雨)，解除時雪不會停                                   | －                                     | －                         |
|          | 鬼         | 變成赤鬼的樣子                                                             | 下雨時使用可以打雷，暫時照亮陰暗的場所 | －                         |
|          | 帽子和圍巾 | 戴上帽子和圍巾                                                             | 下雪時使用可以變成雪人                 | －                         |
|          | 金髮       | 與一般狀態無異，僅外型變為金髮                                             | 坐下                                   | －                         |
|          | 長髮       | 與一般狀態無異，僅外型變為長髮                                             | 坐下                                   | －                         |
|          | 大便頭     | 髮型如其名                                                                 | 招來蒼蠅,最多可以招來8隻               | －                         |
|          | 無臉妖怪   | 使外型變成無臉人                                                           | 頭顱向上輕彈並旋轉一周                 | －                         |
|          | 青蛙       | 在淺灘走路速度為平時2倍                                                    | 跳起來叫                               | －                         |
|          | 變胖       | 變胖                                                                       | 肚子會咕嚕咕嚕叫                       | －                         |
|          | 笛子       | 拿起笛子                                                                   | 可以吹出聲音                           | －                         |
|          | 小人       | 可進入狹小入口                                                             | 增加主角步行圖的小矮人數量（最多七人） | 減少小矮人數量（最少一人） |
|          | 霓虹燈     | 身體變成霓虹燈的樣子                                                       | 發光改變場景配色                       | －                         |
|          | 頭顱       | 移動速度減半，使用時無法捏臉起床                                           | －                                     | －                         |
|          | 毛毯       | 裹上毛毯                                                                   | 打噴嚏                                 | －                         |
|          | 貓         | 長出貓耳、貓尾巴，原本雙麻花辮消失                                         | 吸引場景中的NPC                        | －                         |
|          | △頭巾      | 頭上戴上像是幽靈的頭巾                                                     | 身體變得半透明，難以被追趕的NPC發現    | －                         |
|          | 魔女       | 換上魔女的裝扮                                                             | 騎上掃帚飛翔                           | －                         |
|          | 軟綿綿     | 移動時像布丁一樣有彈性                                                     | 可以軟綿綿地彈一下                     | －                         |

## 角色
由於遊戲中沒有給出任何角色命名，所以以下角色名稱大多為玩家討論遊戲時，由選單畫面的文字、角色圖像的名稱、或是角色的外觀而產生的命名，並非正式的名稱。

### 主角
遊戲的主角是一位綁著雙麻花辮的褐髮少女。在開啟遊戲選單畫面時，主角頭像旁會顯示（意為「附窗子」）。與之相呼應，主角在衣服上有一個黑白相間的窗戶圖案。因此大多數玩家以稱呼主角。她在遊戲裡面大多保持沉默，只有少數情況才會發出聲音（如使用貓或毛毯的特殊效果）。眼睛常常閉著，只有少數情況才會睜開（如使用貓的效果時）。作者至今為止未曾說明主角的明確設定。

### 其他角色
- 淺瀬：她是一位金发单马尾的女孩子，总是带着斜睨的眼神。她住在夢境中一个粉红色调的世界（淺灘）里，房间圖像被作者命名为「浅瀬部屋」（浅滩房间），因而被玩家稱為「淺瀬」。日本玩家常以她的髮型稱呼她為「ポニ子」。[註 3][4][8]
- Uboa（日語：ウボア）：若主角在某一个房间里面关灯，有机会触发事件，此时会出现一个黑白相间的角色。由于日本玩家被事件吓到而惊叫「呜啊！」而被玩家稱為「Uboa」。[4][8]
- Monoko（日語：モノ子）：她是一位綁有雙馬尾的女孩子，在黑白世界中的某個隧道徘徊，身上的顏色也只有黑白二色。若主角使用效果「紅綠燈」，她的外觀會發生變化，調查時會觸發事件。名字來源於她角色圖像的命名「モノ子」。[註 4][4][8]
- Monoe（日語：モノ江）：她是一位長髮的女孩子，與Monoko類似，在黑白世界中的某個洞穴徘徊，身上的顏色也只有黑白二色。若主角調查她，會出現一張她的笑容CG圖，然後瞬移遠離主角。名字來源於她角色圖像的命名「モノ江」。[4][8]
- 鳥人：她們因為特徵上像鳥嘴般彎勾狀的嘴巴而得名，是常常在主角夢境出現的三人組，外觀與人類相仿並穿有正常服飾。未發狂的鳥人表情帶有微笑，無視主角地隨意走動。但是被主角用「菜刀」傷害過、或某些特定地點的鳥人會處於發狂狀態並追蹤主角，若主角接触到就會被关在一个没有出口的狭小空间。[4][8]

在蠟燭區域傷害鳥人，會被以8倍的速度追蹤。
- 先生：主角到達某個類似宇宙飛船的場所，會看到一個全身漆黑、唯有面部呈白色的NPC。他臉上只有呈斜視的雙眼，調查時會發出嘀嘀聲，像外星人一樣無法溝通。因為身處類似宇宙飛船操控臺的鋼琴前，所以又被玩家稱為「宇宙船長」或「鋼琴老師」。[4][8]
- 屍體君（日語：死体さん）：他是倒在樹海高速公路上的NPC，身上流出鮮血、皮膚呈綠色，周圍有作為路障的三角錐，狀若遭遇了車禍的屍體。若主角調查他，會獲得道具「紅綠燈」。[4][8]
- Mafurako（日語：マフラー子）：隱形NPC，只能看到帽子和圍巾。若主角使用效果「紅綠燈」可看到全身，調查時有機會觸發黑白世界入口，使用效果「雪人」可追蹤她。[4][8]
- Kamakurako（日語：かまくら子）：外觀像主角的NPC，出現在雪屋裡，並以坐姿沉睡著。[4][8]
- 水母：出現在雨天森林的NPC，紅色的身軀，水母的外貌及人的雙腿，調查時會發出鈴聲，無法被主角用「菜刀」傷害。在遊戲的結局也會出現。[4][8]

## 影響與評價

### 日本
- 在夢日記發布的日本下載網站Vector上，2009年度夢日記總下載排名為68；[9]而在2010年該網站20周年紀念活動「Vector Award」中，在約10萬項可下載的軟體中排名第14。[10]
- 遊戲發布後，在日本的網路論壇2ch引起了熱烈討論，由於論壇系統限制每個討論串至多1000篇發言，接續討論串至2014年2月17日為止已經達到65個。[11]
- 日本藝術社群pixiv上，標註「ゆめにっき」標簽的繪畫作品至2014年2月17日為止已經達到25000件。[12]在pixiv百科事典上被評價為「擁有獨特的世界觀、極簡主義的背景音樂、耐人尋味的設定等各種演出效果，人氣相當高，因而不斷出現各種各樣的二次創作」。[4]
- 夢日記派生（日語：ゆめにっき派生）：隨著夢日記在日本的流行，開始出現受其影響而製作的同人遊戲，具有和夢日記類似的系統與邏輯（在夢日記般的奇幻世界裡散步搜索，並收集某些東西；但會聲明與夢日記原作者無關，不會出現原作的角色），被稱為「夢日記派生」。[13]
  - 其中包括日本論壇2ch上的網友主動發起多人合作製作的「ゆめ２っき」[14]、以及最早由單人製作的「.flow」[15]等眾多同人遊戲。
  - 根據日本藝術社群pixiv、ニコニコ等網站的記錄，截止2016年4月15日，日本國內製作的「夢日記派生」數量已超過70個。[13][16]

### 西方
- 隨著夢日記被翻譯成英文版，開始逐漸為西方玩家所知，並建立相關粉絲網站（Fansite）[17]以及討論社群[18]。
- 電玩遊戲自由記者Lewis Denby將夢日記形容為「極度壓抑」的遊戲，並且說道：「（附窗子這個角色的）暗喻比你接觸過的大部份遊戲都來得深刻」。[6]
- 美國知名獨立遊戲製作人Derek Yu很喜歡這個遊戲，將其與任天堂的角色扮演遊戲EarthBound（日文原名MOTHER2 ギーグの逆襲，含有詭異而黑暗的場景）比較，他說「完全没有任何对话或是『动作』让我內心充滿了詭異的恐懼感」。[19]
- 知名遊戲評論媒體Gamertell的評論員Jenni Lada給夢日記打了85分（滿分100）。[20]她高度評價遊戲獨特的背景、與衆不同的藝術風格，以及非常抽象、帶給人「夢境世界體驗」的遊戲過程。她注意到夢境地圖的幾何結構含有無限輪迴與無法逃脫的狹窄空間，認為這樣的結構「扭曲而令人困惑」。她同時也警告，夢日記所含有的「晦暗或圖像化的意象」以及壓抑的結局使其無法成為老少皆宜的遊戲。最後她總結道，夢日記是非常值得一玩的。
- 美國南卡羅萊納州大學的資深遊戲玩家John Jackson很喜歡這個遊戲宛若夢境一般輕描淡寫的設定，以及非線性的新穎遊戲系統，評論道：「在所有以夢為題材的遊戲之中，這個遊戲可能是表現得最逼真的」。 [21]另外他還提到，遊戲的限制與廣闊，還有無法用文字形容的遊戲架構強迫玩家去質疑他們周圍的事物，並仔細思考他們所遭遇到那些看似瑣碎的行為與動作有多麼重要。

### 其他
由於語言的隔閡，直到2008年之後有關夢日記的資料陸續被翻譯成中文，此作品才逐漸為華人社群所知，並引起玩家的討論。
- 2008年，台灣匿名討論網站komica建立了「夢日記」wiki條目，條目中加入了日本網站ニコニコ上的遊戲實況連結，轉載了日本玩家的攻略。[22]
- 2008年11月10日，中國大陸漢化者ddsdsdsdf將夢日記翻譯成簡體中文發布，使得不會日文的玩家也能遊玩此作品。當時的一些玩家在漢化發布的討論串回覆，用「詭異、孤獨、扭曲、精神獵奇」等形容此作品。[23]有的玩家則試圖解析此作品的表現方式，用「極其豐富的少女異色幻想」來形容；也有人回覆夢日記的場面會給自己帶來共鳴。[24]
- 2008年中文維基百科也建立了「夢日記」條目，在最早的歷史版本中仍留有警告「此遊戲可能會帶給玩家心理上的不適」，並且形容遊戲中的場景「含有大量的暗喻」。
- 2009年，台灣玩家與遊戲實況愛好者翌日在觀看日本玩家實況《夢日記》後，將日本ニコニコ大百科上對此作品的介紹翻譯成中文；她在心得中提到部份BGM與畫面讓人不舒服，對於結局「不能理解、很難過、受到很大的衝擊」。[25]
- 2013年3月16日，《夢日記》正式獲得作者授權翻譯成繁體與簡體中文，[26]從此也逐漸在原本一些系統無法支援簡體中文的台灣、香港玩家間普及，例如不少台灣、香港實況主在Youtube上發布中文版夢日記實況。[27][28][29][需要較佳来源]

## 跨媒體
2011年3月26日，日本線上動畫遊戲週邊零售商Surfers' Paradise下屬的サーパラグッズ開發部開始推出夢日記的相關週邊商品。
2013年，Surfers' Paradise公開「Project Yumenikki」企劃，建立遊戲週邊的官方網站，並且於2013年2月26日宣布小說化，於2013年2月28日宣布WEB漫畫化和印象曲CD化。
「Project Yumenikki」在其網站聲明，其作品是在經過原作者的許可與確認後，根據創作者們各自持有的解釋進行製作，每件作品都有不同的劇情、主題或設定。

### 相關書籍
小說
- 夢日記 你的夢中，我已不在（ゆめにっき——あなたの夢に私はいない）

作者為日日日、由有坂あこ負責插畫。
| 標題 | PHP研究所                   | PHP研究所                                               | 台灣東販      | 台灣東販               |
| 標題 | 發售日期                    | ISBN                                                    | 發售日期      | ISBN                   |
| ---- | --------------------------- | ------------------------------------------------------- | ------------- | ---------------------- |
| 全   | 2013年8月26日 2015年11月4日 | ISBN 978-4-569-81305-9 ISBN 978-4-569-76477-1（文庫版） | 2016年7月21日 | ISBN 978-986-475-110-5 |

漫畫
- 夢日記（ゆめにっき）：富沢ひとし（作画）／マチゲリータ（原案）

於日本漫畫網站《Manga Life WIN》連載。
| 標題 | 竹書房        | 竹書房                 |
| 標題 | 發售日期      | ISBN                   |
| ---- | ------------- | ---------------------- |
| 全   | 2014年5月22日 | ISBN 978-4-812-48585-9 |

## 更新履歷
- 2004年6月26日：0.00版公開（初次發布）
- 2004年7月6日：0.01版公開
- 2004年7月20日：0.02版公開
- 2004年9月7日：0.03版公開
- 2004年10月2日：0.04版公開
- 2004年11月26日：0.05版公開
- 2005年1月29日：0.06版公開
- 2005年4月29日：0.07版公開
- 2005年7月30日：0.08版公開
- 2005年12月17日：0.09版公開
- 2007年10月1日：0.10版公開[33]
- 2007年10月6日：0.10的修正版公開（最新版）
- 2008年6月30日：遊戲官網最後一次更新[34]
- 2013年3月16日：在經過作者授權[26]後，遊戲的繁體、簡體中文翻譯版發布。
- 雖然遊戲的說明中寫道「預定今後也會不定期進行各種替換或追加」[2]，但自2007年後遊戲再也沒有更新版本，官方網站的最終更新也到2008年为止，原因不明。
- 2015年5月12日23時58分，有玩家發現無法訪問夢日記官方網站，出現「404」錯誤。同年6月4日，夢日記官方網站恢復正常。[35]

## 外部連結
- KIKIYAMAHP （页面存档备份，存于） - 製作者のサイト
- ダウンロード （页面存档备份，存于）  - Vector
- ゆめにっき （页面存档备份，存于） -RPGアツマール版
- ゆめにっきの攻略 （页面存档备份，存于） - 作者公認の攻略サイト
- YUMENIKKI -DREAM DIARY- （页面存档备份，存于）
- 夢日記的X（前Twitter）